# Matricule 33
Pour plus de détails, voir Fiche technique et Distribution.
Matricule 33 est un film français réalisé par Karl Anton et sorti en 1933.

## Fiche technique
- Titre : Matricule 33
- Réalisation : Karl Anton
- Scénario : Alex Madis et Paul Schiller, d'après la pièce de Robert Boucard et Alex Madis
- Photographie : Ted Pahle
- Musique : Marcel Lattès
- Directeur artistique : Fred Bacos
- Décors : Henri Ménessier
- Société de production : Société Anonyme de Production et d'Exploitation Cinématographique (SAPEC)
- Société de distribution : Office Cinématographique de France (OCF)
- Pays de production :  France
- Format : Noir et blanc — 35 mm — 1,37:1 — Son : Mono
- Genre : Comédie dramatique, Film d'espionnage
- Durée : 91 minutes (1 h 31)
- Date de sortie : 
  - France : 29 septembre 1933

## Distribution
- André Luguet : André Cartault et François Villard
- Edwige Feuillère : Helena Schweringen
- Abel Tarride : le général Schultz
- Camille Bert : le commandant Denain
- Mona Dol : Mme Cartault
- Marcel Barencey : le commandant Kunstle
- Gisèle Mars : Tipperary
- Abel Jacquin : le prince impérial
- Fernand Mailly : Holtzer
- René Stern : Krafenberg
- Robert Charlet
- Jacques de Féraudy